# Алькісар
Алькісар (ісп. Alquízar) — муніципалітет і місто в провінції Артеміса на Кубі.
Площа муніципалітету становить 193 км². Чисельність населення муніципалітету в 2004 році — 29 616 чоловік, а щільність — 153,5 осіб/км².
Місто розташоване на південному заході провінції, на північний захід від міста Сан-Антоніо-де-лос-Баньос і на захід від міста Ґуїра-де-Мелена.

## Історія
Вперше поселення в зазначеному місці згадано у 1616 році як кавова плантація, що належить дону Санчо де Алькісару, який дав поселенню своє ім'я.
У 1826 році в цьому місці був розташований військовий гарнізон.
З 1879 році поселенню надано офіційного статусу міста.

## Клімат
| Кліматограма Алькісар                                                                           | Кліматограма Алькісар | Кліматограма Алькісар | Кліматограма Алькісар | Кліматограма Алькісар | Кліматограма Алькісар | Кліматограма Алькісар | Кліматограма Алькісар | Кліматограма Алькісар | Кліматограма Алькісар | Кліматограма Алькісар | Кліматограма Алькісар |
| ----------------------------------------------------------------------------------------------- | --------------------- | --------------------- | --------------------- | --------------------- | --------------------- | --------------------- | --------------------- | --------------------- | --------------------- | --------------------- | --------------------- |
| С                                                                                               | Л                     | Б                     | К                     | Т                     | Ч                     | Л                     | С                     | В                     | Ж                     | Л                     | Г                     |
| 67 27 16                                                                                        | 55 28 18              | 60 29 17              | 96 31 19              | 158 32 20             | 359 31 21             | 194 29 22             | 206 28 23             | 177 28 22             | 197 28 21             | 129 27 18             | 47 26 17              |
| Середня макс. і мін. температури повітря (°C) Атмосферні опади (мм), за рік : 1745 мм. Джерело: |                       |                       |                       |                       |                       |                       |                       |                       |                       |                       |                       |

Алькісар розташований у місцевості з тропічним саванним кліматом. Середньорічна температура становить 24 °С. Найспекотніший місяць — травень, коли середня температура становить 26 °С, а найпрохолодніший — січень, середня температура становить 22 °С. В середньому кількість опадів становить 1746 мм. Найбільше опадів випадає у червні, у середньому 359 мм, а найменше у лютому, 47 мм опадів.

## Демографія
Чисельність населення муніципалітету 29 616 чоловік (станом на 2004 рік). З 1953 року населення зросло на половину.
| 1887  | 1899  | 1907   | 1919   | 1931   | 1943   | 1953   |
| ----- | ----- | ------ | ------ | ------ | ------ | ------ |
| 8 314 | 8 746 | 10 561 | 11 815 | 12 591 | 13 637 | 13 286 |